# Cornucopina conica
Cornucopina conica är en mossdjursart som beskrevs av Harmer 1926. Cornucopina conica ingår i släktet Cornucopina och familjen Bugulidae. Inga underarter finns listade i Catalogue of Life.